# Boussay (Indre-et-Loire)
Pour les articles homonymes, voir Boussay.
Boussay est une commune française du département d'Indre-et-Loire, en région Centre-Val de Loire.

## Géographie

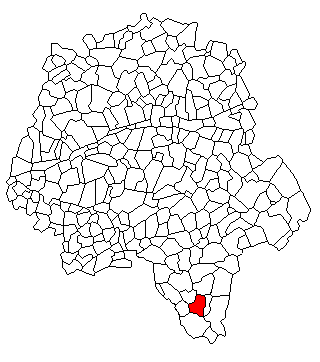
Boussay en Indre-et-Loire.

### Situation
Boussay est une commune d'Indre-et-Loire, elle appartient au canton de Preuilly-sur-Claise et fait partie de la communauté de communes Loches Sud Touraine. Ce village est situé au cœur de terres agricoles et de forêts et se compose, outre le village principal lui-même, de divers hameaux.
Il se situe à quelques kilomètres à l'ouest de Preuilly-sur-Claise.
La commune s'étend sur 27 km² (78° commune du département pour la superficie, 4 498° au niveau national), soit 2 754 hectares. Elle compte d'importantes zones forestières (un tiers du territoire soit 1 107 hectares de bois), principalement le parc de Boussay et le bois de Vaux.
Le territoire communal est arrosé par la rivière Claise.
Selon le classement établi par l’INSEE en 1999, Boussay est une commune « périphérie d'un pôle rural ».

#### Communes limitrophes
La commune compte cinq communes limitrophes toutes situées dans le département d'Indre-et-Loire.

#### Villes les plus proches
Par la route, le village se situe à 25 km de Descartes, 30 km de Châtellerault et de Le Blanc. Le chef-lieu du département, Tours est à 83 km et Poitiers à 68 km.

### Transports et voies de communications

#### Sentiers de Randonnée
La commune est traversée par le sentier de grande randonnée de la Touraine du Sud.

#### Réseau routier
La commune est desservie par les routes départementales D725, D42 et D365. L'échangeur autoroutier le plus proche est la sortie  26 à Châtellerault Nord de l'A10 située à environ 30 km.

#### Desserte ferroviaire
La gare SNCF (TGV) la plus proche est la gare de Châtellerault.

#### Bus
Le village n'est pas desservi par les réseaux de transport en commun.

### Lieux-dits, hameaux et écarts

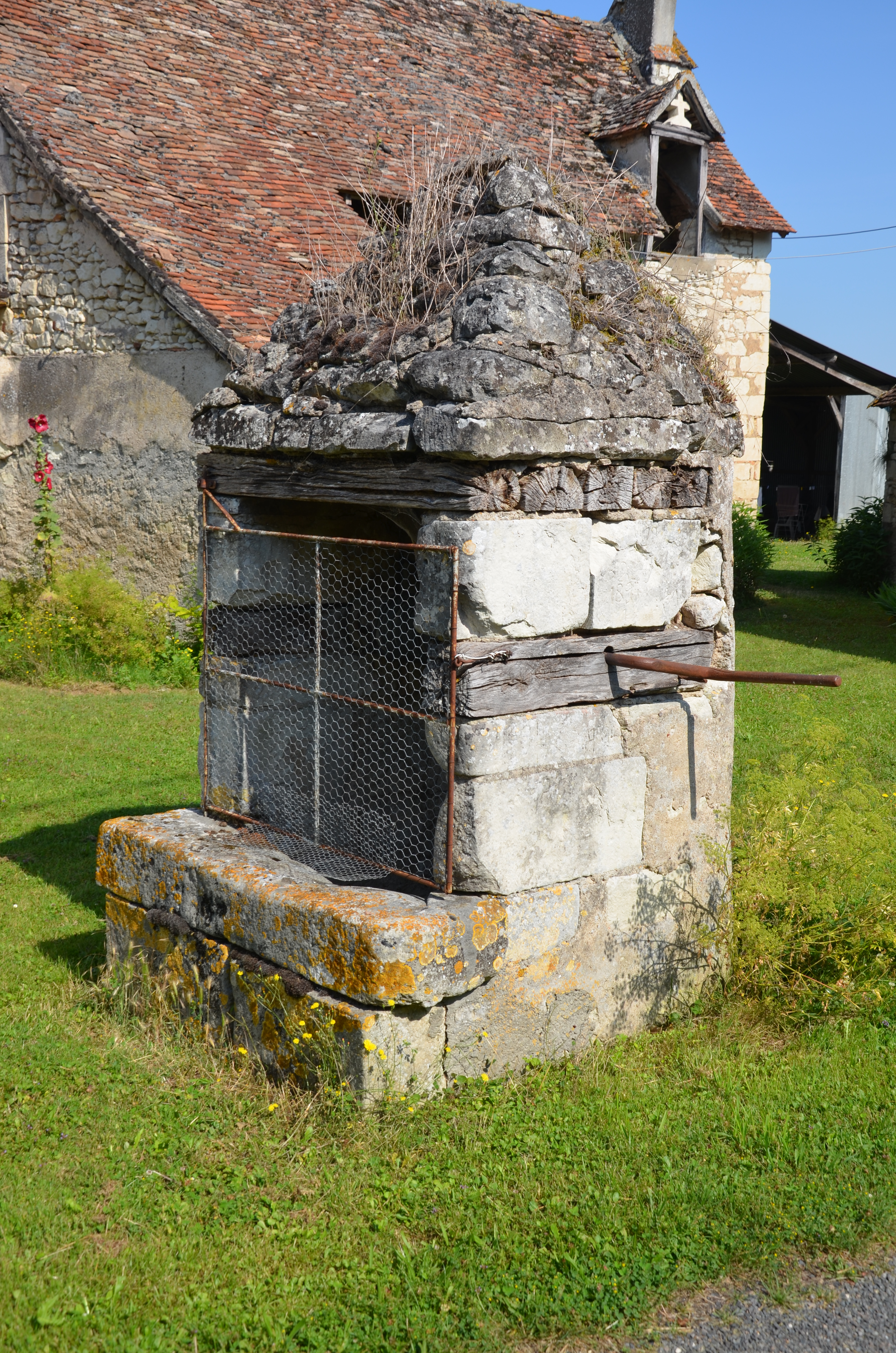
Puits maçonné à Boussay.

L'association A.G.I.P-F.R a dénombré 67 lieux-dits lors d'une étude parue en mai 2008. Parmi les hameaux les plus importants, on compte Roux, la Ratrie, la Boissière, Les Bernardières, Humeau, la Fleurisserie...
Certains de ces hameaux se situent en limite de la zone agglomérée de Preuilly-sur-Claise : les Ragots, les Délices, le Moulin de Chanvre, les Prés du Maine...

### Hydrographie

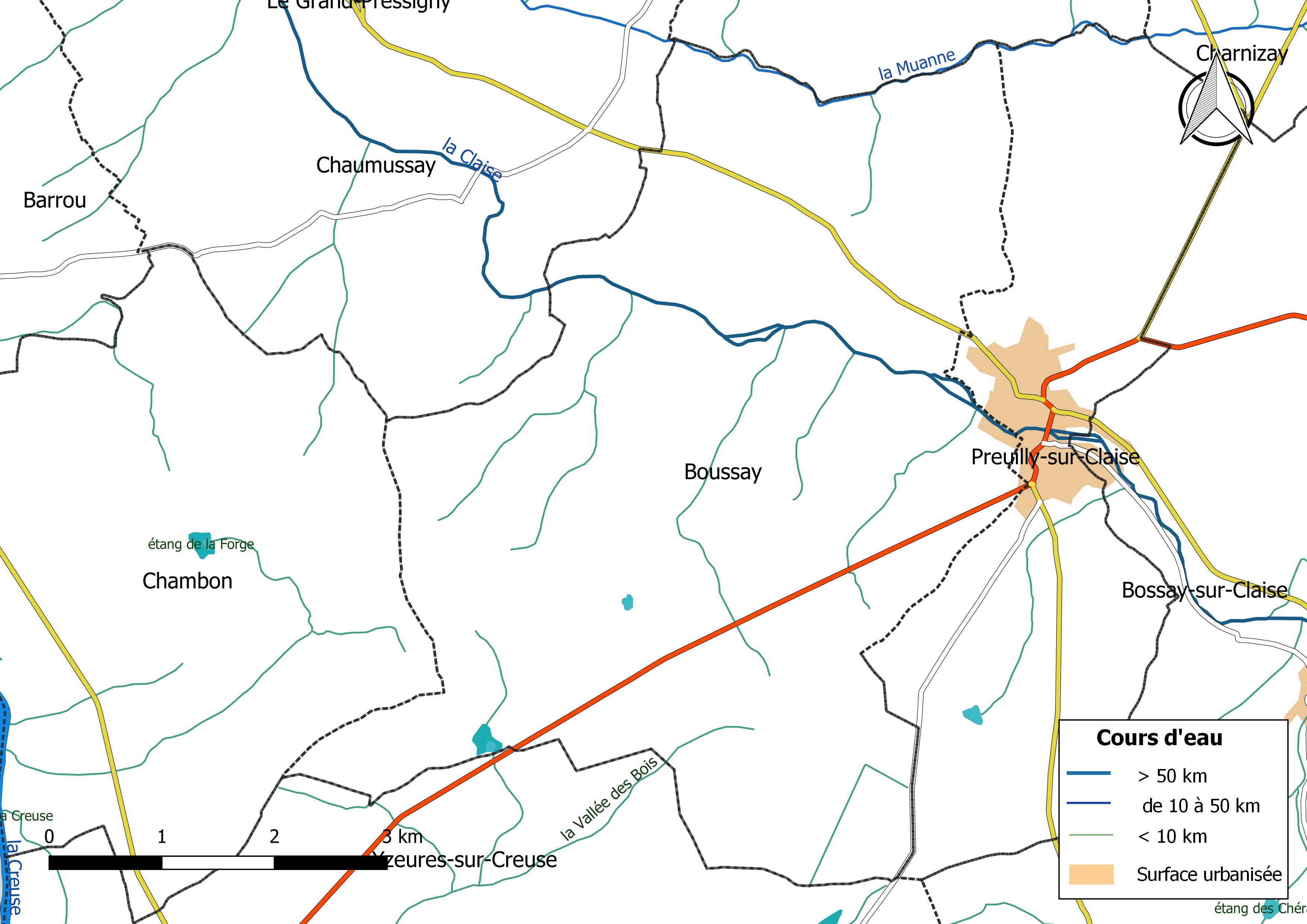
Réseau hydrographique de Boussay.

La commune est traversée par la Claise (4,587 km). Le réseau hydrographique communal, d'une longueur totale de 25,81 km, comprend un autre cours d'eau notable, la Muanne (2,773 km), et divers petits cours d'eau dont la Vallée des Bois (0,875 km),.
La Claise, d'une longueur totale de 87,6 km, prend sa source à 146 mètres d'altitude sur le territoire de la commune de Saint-Maur, dans l'Indre, et se jette dans la Creuse à Abilly, à 42 m d'altitude, après avoir traversé 16 communes. La station hydrométrique du Grand-Pressigny permet de caractériser les paramètres hydrométriques de la Claise. Le débit mensuel moyen (calculé sur 45 ans pour cette station) varie de 0,8 m3/s au mois d'août  à 8,1 m3/s au mois de février. Le débit instantané maximal observé sur cette station est de 115 m3/s le 31 mai 2016, la hauteur maximale relevée a été de 2,62 m le 2 juin 2016,.
Sur le plan piscicole, la Claise est classée en première catégorie piscicole. Le groupe biologique dominant est constitué essentiellement de salmonidés (truite, omble chevalier, ombre commun, huchon).
La Muanne, d'une longueur totale de 14,6 km, prend sa source dans la commune de Charnizay et se jette dans la Claise au Grand-Pressigny, après avoir traversé 6 communes.
Sur le plan piscicole, la Muanne est également classée en deuxième catégorie piscicole.
Deux zones humides ont été répertoriées sur la commune par la direction départementale des territoires (DDT) et le conseil départemental d'Indre-et-Loire : « l'étang de Chantemerle » et « l'étang des Prés Haut »,.

### Climat
Pour des articles plus généraux, voir Climat du Centre-Val de Loire et Climat d'Indre-et-Loire.
En 2010, le climat de la commune est de type climat océanique dégradé des plaines du Centre et du Nord, selon une étude du CNRS s'appuyant sur une série de données couvrant la période 1971-2000. En 2020, Météo-France publie une typologie des climats de la France métropolitaine dans laquelle la commune est exposée à un climat océanique altéré et est dans une zone de transition entre les régions climatiques « Centre et contreforts nord du Massif Central » et « Poitou-Charentes ».
Pour la période 1971-2000, la température annuelle moyenne est de 11,8 °C, avec une amplitude thermique annuelle de 14,6 °C. Le cumul annuel moyen de précipitations est de 722 mm, avec 10,7 jours de précipitations en janvier et 6,7 jours en juillet. Pour la période 1991-2020, la température moyenne annuelle observée sur la station météorologique de Météo-France la plus proche, sur la commune de Lésigny à 9 km à vol d'oiseau, est de 12,1 °C et le cumul annuel moyen de précipitations est de 743,3 mm,. Pour l'avenir, les paramètres climatiques de la commune estimés pour 2050 selon différents scénarios d'émission de gaz à effet de serre sont consultables sur un site dédié publié par Météo-France en novembre 2022.

### Zones protégées, faune, flore
Une partie du territoire communal est classée en ZNIEFF (Zone naturelle d'intérêt écologique, faunistique et floristique). Il y a une zone à Boussay celle de type I pour l'étang de Chantemerle.
Les 1 107 hectares de bois de la commune sont répartis sur deux massifs forestiers le parc de Boussay au sud de la commune (le plus important) et le Bois de Vaux situé au nord de la commune.

## Urbanisme

### Typologie
Au 1er janvier 2024, Boussay est catégorisée commune rurale à habitat très dispersé, selon la nouvelle grille communale de densité à sept niveaux définie par l'Insee en 2022.
Elle est située hors unité urbaine et hors attraction des villes,.

### Occupation des sols
L'occupation des sols de la commune, telle qu'elle ressort de la base de données européenne d’occupation biophysique des sols Corine Land Cover (CLC), est marquée par l'importance des territoires agricoles (57,9 % en 2018), en diminution par rapport à 1990 (59,2 %). La répartition détaillée en 2018 est la suivante : 
terres arables (44 %), forêts (41,9 %), zones agricoles hétérogènes (11,7 %), prairies (2,3 %), zones urbanisées (0,2 %). L'évolution de l’occupation des sols de la commune et de ses infrastructures peut être observée sur les différentes représentations cartographiques du territoire : la carte de Cassini (XVIIIe siècle), la carte d'état-major (1820-1866) et les cartes ou photos aériennes de l'IGN pour la période actuelle (1950 à aujourd'hui).

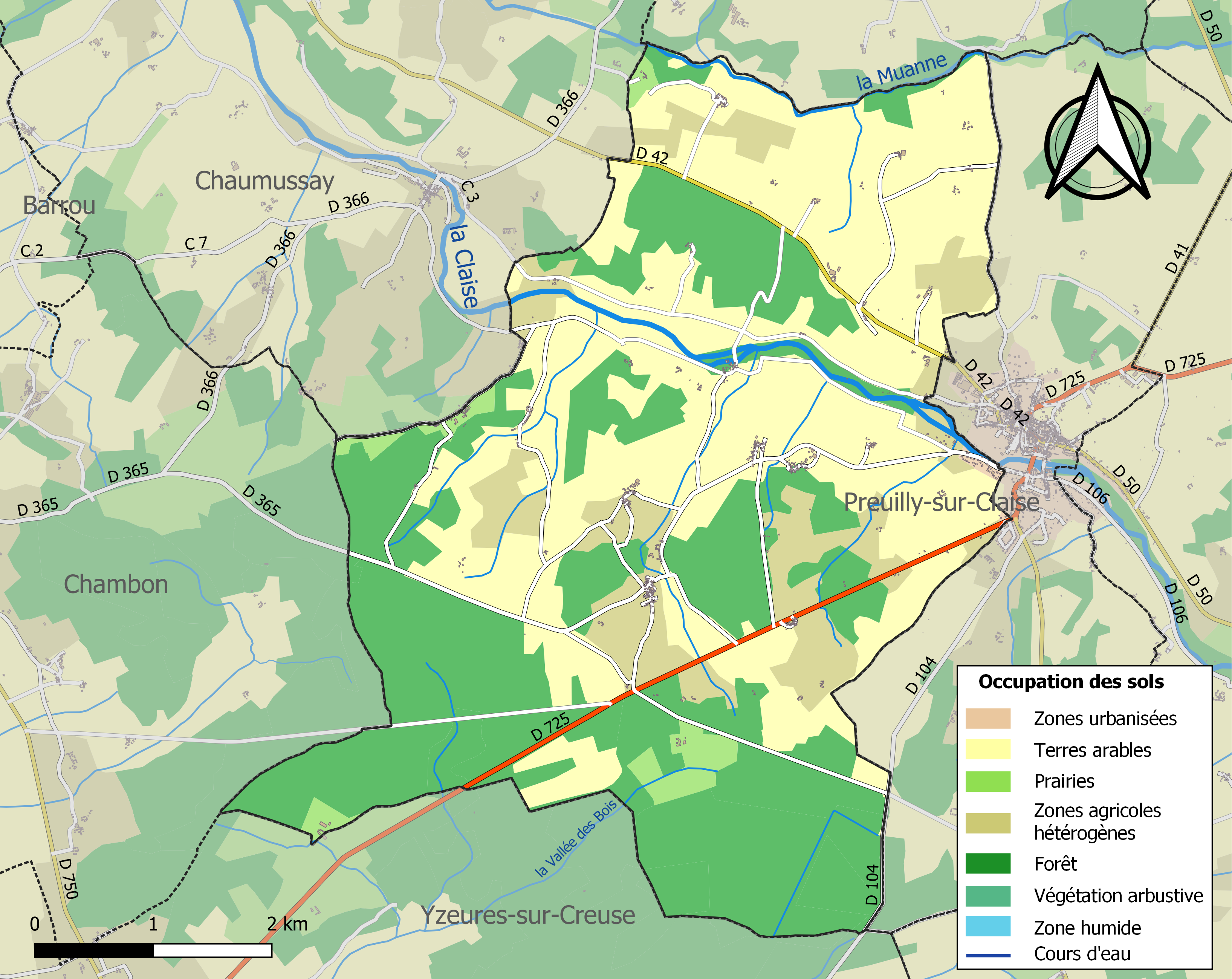
Carte des infrastructures et de l'occupation des sols de la commune en 2018 (CLC).

### Risques majeurs
Le territoire de la commune de Boussay est vulnérable à différents aléas naturels : météorologiques (tempête, orage, neige, grand froid, canicule ou sécheresse), feux de forêts et séisme (sismicité faible). Un site publié par le BRGM permet d'évaluer simplement et rapidement les risques d'un bien localisé soit par son adresse soit par le numéro de sa parcelle.
Pour anticiper une remontée des risques de feux de forêt et de végétation vers le nord de la France en lien avec le dérèglement climatique, les services de l’État en région Centre-Val de Loire (DREAL, DRAAF, DDT) avec les SDIS ont réalisé en 2021 un atlas régional du risque de feux de forêt, permettant d’améliorer la connaissance sur les massifs les plus exposés. La commune, étant pour partie dans le massif de Boussay, est classée au niveau de risque 2, sur une échelle qui en comporte quatre (1 étant le niveau maximal).

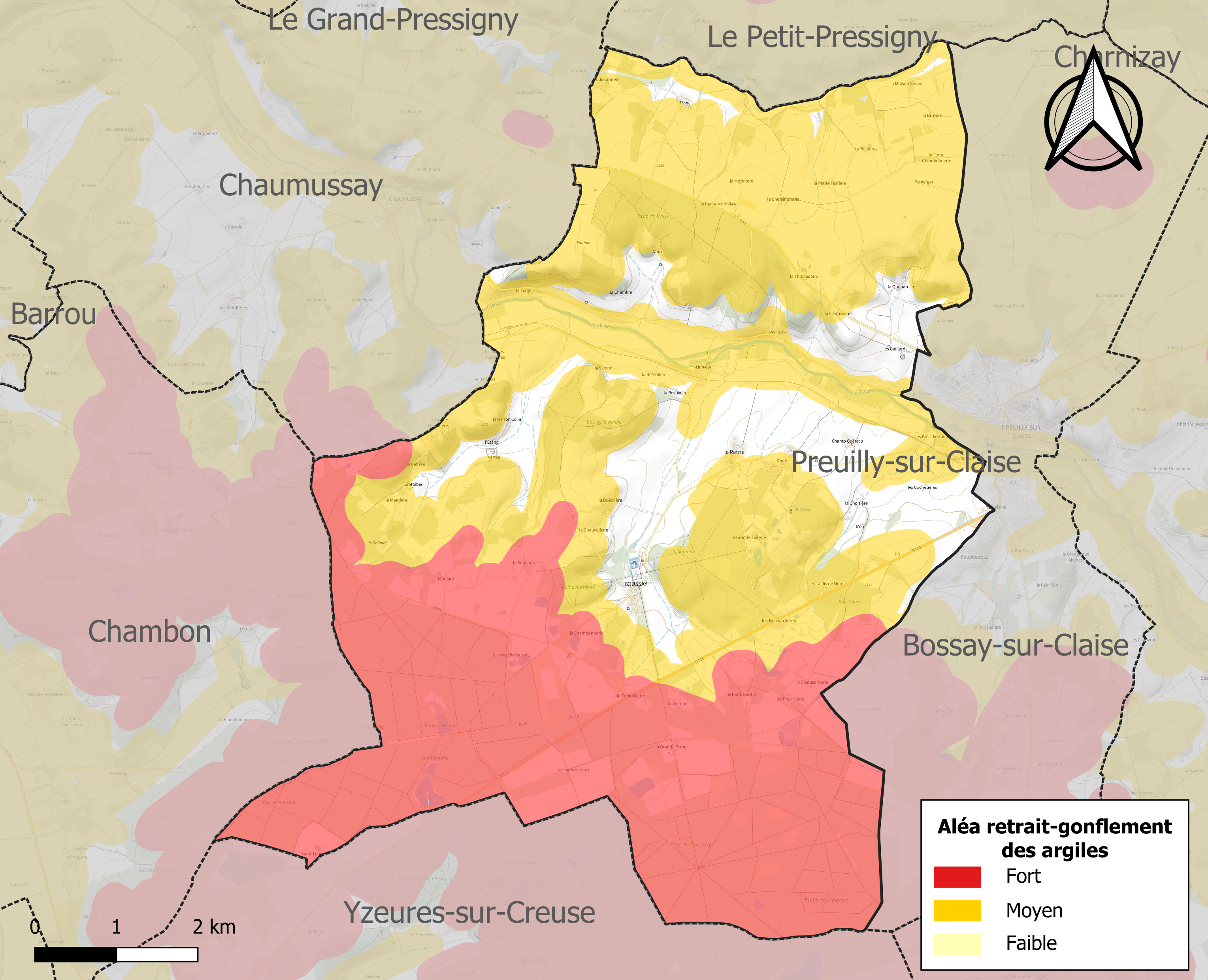
Carte des zones d'aléa retrait-gonflement des sols argileux de Boussay.

Le retrait-gonflement des sols argileux est susceptible d'engendrer des dommages importants aux bâtiments en cas d’alternance de périodes de sécheresse et de pluie. 85,2 % de la superficie communale est en aléa moyen ou fort (90,2 % au niveau départemental et 48,5 % au niveau national). Sur les 228 bâtiments dénombrés sur la commune en 2019, 153 sont en aléa moyen ou fort, soit 67 %, à comparer aux 91 % au niveau départemental et 54 % au niveau national. Une cartographie de l'exposition du territoire national au retrait gonflement des sols argileux est disponible sur le site du BRGM,.
Concernant les mouvements de terrains, la commune a été reconnue en état de catastrophe naturelle au titre des dommages causés par la sécheresse en 1991 et 1992 et par des mouvements de terrain en 1999.

## Histoire
La commune possède un grand nombre d'éléments archéologiques d'un intérêt certain.

### Les traces d'un peuplement préhistorique
Il y a un tumulus protohistorique sur la commune

### L'Antiquité
Derrière le cimetière les restes d'un théâtre romain dans les bois témoignent d’une époque romaine raffinée. Sur les cartes et sur place dans le bois « parc aux prêtres », on voit facilement les traces de ce théâtre. Malheureusement, à la fin du XIXe siècle, le conseil municipal de l'époque autorise que l'on prenne les pierres du théâtre pour empierrer des chemins.
Il y a aussi une voie romaine qui traverse la commune.

### Le Moyen Âge

Famille Menou : De gueules à la bande d'or.

La famille Menou possède le château depuis 1238 il n'a jamais été cédé ou vendu.
Une famille qui a donné un grand nombre d’hommes illustres.
Le château est particulièrement intéressant car il présente toutes les époques.
Il y a un hameau qui s'appelle « Varton » que la légende transforme en « War town » de l'époque de la guerre de 100 ans où les Anglais occupèrent le pays. Des souterrains relieraient "War ton" au château de Boussay. Un trésor y serait même caché. Autre fois "Varton" était composé de plusieurs lieux-dits, correspondants aujourd'hui à l'Etang et la Maison Colin.

### DuXIXesiècleà aujourd'hui
Pendant la Seconde Guerre mondiale, de juin 1940 à novembre 1942, Boussay était située en « Zone Non Occupée », c'est-à-dire au sud-est de la ligne de démarcation. Fin août - début septembre 1944, une colonne allemande appartenant à la « colonne Elster », fut bombardée par l'aviation anglaise (La Royal Air Force) alors qu'elle battait en retraite sur la route de La Roche-Posay à Preuilly-sur-Claise et était harcelée par des résistants. Des représailles eurent lieu, des fermes brulées. Un jeune homme, Simon Jacquet, otage civil, fut exécuté par les Nazis le 29 août 1944 .

## Politique et administration

### Politique locale
| Période                                  | Période      | Identité              | Étiquette | Qualité                               |
| ---------------------------------------- | ------------ | --------------------- | --------- | ------------------------------------- |
| 1892                                     | mars 1906    | Léonce de Becdelièvre |           |                                       |
| mars 1906                                | mai 1908     | Alphonse Doidy        |           | maire par délégation                  |
| mai 1908                                 | 1919         | Léonce de Becdelièvre |           | maire élu                             |
| 1919                                     | 1929         | Eric de Becdelièvre   |           |                                       |
| 1929                                     | 1936         | Alphonse Doidy        |           | agriculteur                           |
| 1936                                     | 1938         | Eric de Becdelièvre   |           | retraité                              |
| avril 1938                               | février 1940 | Maurice Cartier       | DVD       | retraité                              |
| 1940                                     | 1944         | Abel Villain          |           | 1er adjoint faisant fonction de maire |
| décembre 1944                            | mai 1945     | Georges Ligaud        |           | 2nd adjoint nommé maire               |
| 1945                                     | 1947         | Georges Ligaud        |           | maire élu                             |
| 1947                                     | 1948         | Bernard Cartier       | DVD       |                                       |
| 1948                                     | 1958         | Eugène Caraty         | DVD       | agriculteur                           |
| 1958                                     | 1995         | Amaury de Becdelièvre | DVD       |                                       |
| 1995                                     | 2020         | Marguerite Ligaud     | DVD       | Retraitée                             |
| 2020                                     | En cours     | Marc de Becdelièvre   |           |                                       |
| Les données manquantes sont à compléter. |              |                       |           |                                       |

### Intercommunalité

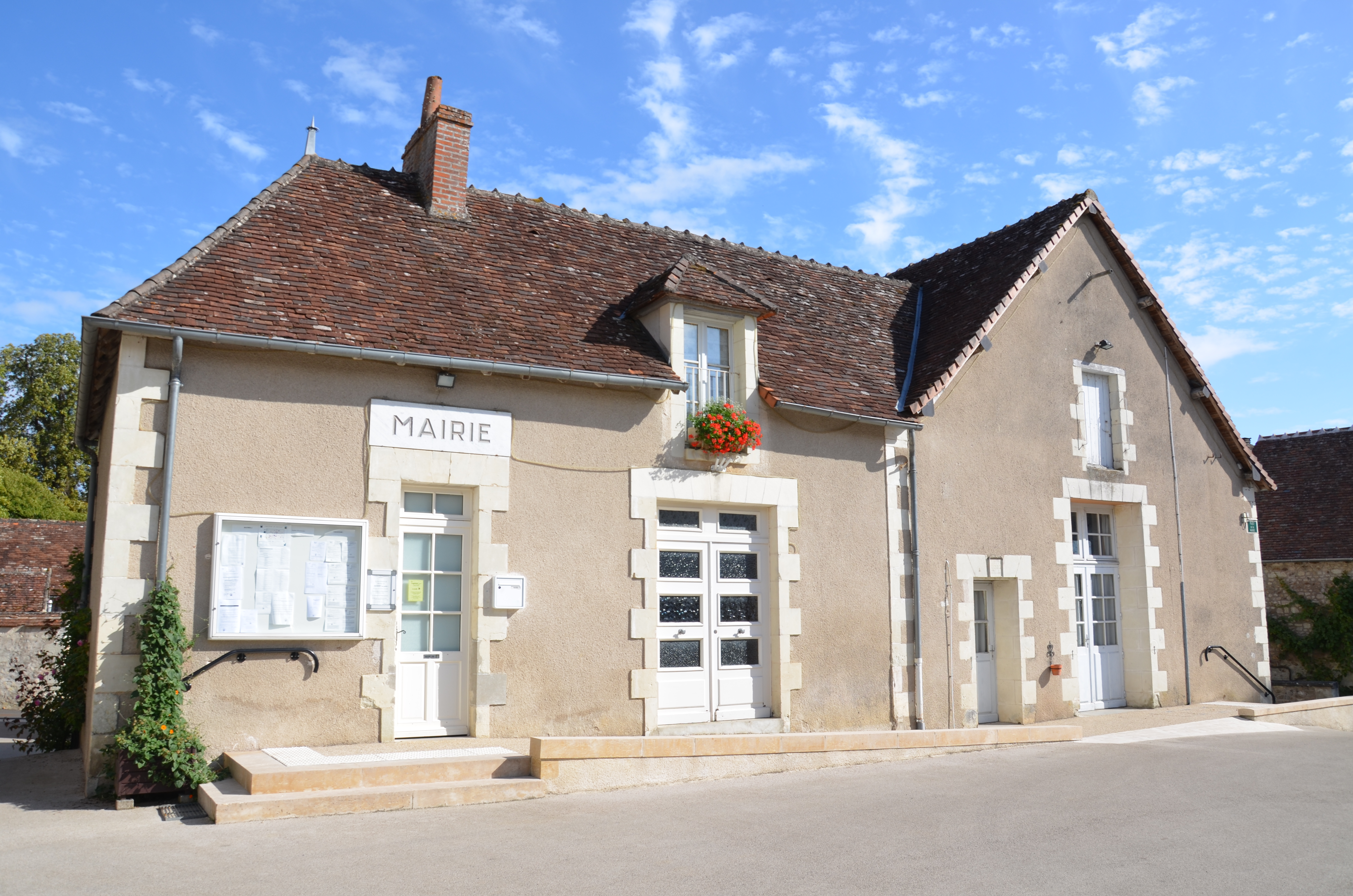
La mairie de Boussay.

Boussay faisait partie, jusqu'au 31 décembre 2016, de la Communauté de communes de la Touraine du Sud qui regroupe 21 communes situées dans la pointe sud de la Touraine entre le Poitou et le Berry. Créée le 14 décembre 2000, elle comprenait 15 624 habitants en 2007 pour une superficie de 639,39 km², soit une densité de 24 habitants au km2. Depuis le 1er janvier 2017, la commune est rattachée à la nouvelle communauté de communes Loches Sud Touraine.

### Finances locales
| Taxe                                                | Taux appliqué (part communale) | Recettes dégagées en 2009 et en € |
| --------------------------------------------------- | ------------------------------ | --------------------------------- |
| Taxe d'habitation (TH)                              | 11,00 %                        | 32 000                            |
| Taxe foncière sur les propriétés bâties (TFPB)      | 15,74 %                        | 28 000                            |
| Taxe foncière sur les propriétés non bâties (TFPNB) | 34,75 %                        | 23 000                            |
| Taxe professionnelle (TP)                           | 0,00 %                         | 0                                 |

Le taux de la taxe professionnelle est de 0 car elle est totalement transférée à l'intercommunalité. Son taux est actuellement de 13,02 %. Cette fiscalité est inférieure à la moyenne départementale pour les communes de population équivalente (communes de 250 à 500 habitants) à l'exception de la taxe foncière sur les propriétés bâties. Ces taux sont en moyenne de 9,67 %, 14,30 % et 40,46 %.
En 2010, le budget de la commune s'élevait à 234 000 € et son endettement à 49 000 €.
| Évolution de l'endettement (en milliers d’€) : | Évolution des dépenses d’équipement (en milliers d’€) : |

### Jumelages
Boussay n'a pas développé d'associations de jumelage.

## Population et société

### Démographie

#### Évolution démographique
L'évolution du nombre d'habitants est connue à travers les recensements de la population effectués dans la commune depuis 1793. Pour les communes de moins de 10 000 habitants, une enquête de recensement portant sur toute la population est réalisée tous les cinq ans, les populations de référence des années intermédiaires étant quant à elles estimées par interpolation ou extrapolation. Pour la commune, le premier recensement exhaustif entrant dans le cadre du nouveau dispositif a été réalisé en 2007.

En 2022, la commune comptait 226 habitants, en évolution de −3,42 % par rapport à 2016 (Indre-et-Loire : +1,67 %, France hors Mayotte : +2,11 %).
| 1793 | 1800 | 1806 | 1821 | 1831 | 1836 | 1841 | 1846 | 1851 |
| ---- | ---- | ---- | ---- | ---- | ---- | ---- | ---- | ---- |
| 850  | 954  | 857  | 909  | 943  | 948  | 917  | 856  | 862  |

| 1856 | 1861 | 1866 | 1872 | 1876 | 1881 | 1886 | 1891 | 1896 |
| ---- | ---- | ---- | ---- | ---- | ---- | ---- | ---- | ---- |
| 819  | 753  | 728  | 736  | 720  | 730  | 700  | 684  | 655  |

| 1901 | 1906 | 1911 | 1921 | 1926 | 1931 | 1936 | 1946 | 1954 |
| ---- | ---- | ---- | ---- | ---- | ---- | ---- | ---- | ---- |
| 609  | 583  | 563  | 508  | 487  | 487  | 470  | 400  | 435  |

| 1962 | 1968 | 1975 | 1982 | 1990 | 1999 | 2006 | 2007 | 2012 |
| ---- | ---- | ---- | ---- | ---- | ---- | ---- | ---- | ---- |
| 364  | 340  | 287  | 271  | 269  | 268  | 251  | 249  | 262  |

| 2017 | 2022 | - | - | - | - | - | - | - |
| ---- | ---- | - | - | - | - | - | - | - |
| 218  | 226  | - | - | - | - | - | - | - |

#### Pyramide des âges
La population de la commune est relativement âgée.
En 2018, le taux de personnes d'un âge inférieur à 30 ans s'élève à 18,7 %, soit en dessous de la moyenne départementale (34,9 %). À l'inverse, le taux de personnes d'âge supérieur à 60 ans est de 48,3 % la même année, alors qu'il est de 27,8 % au niveau départemental.
En 2018, la commune comptait 116 hommes pour 99 femmes, soit un taux de 53,95 % d'hommes, largement supérieur au taux départemental (48,09 %).
Les pyramides des âges de la commune et du département s'établissent comme suit.
| Hommes | Classe d’âge | Femmes |
| ------ | ------------ | ------ |
| 0,9    | 90 ou +      | 3,0    |
| 15,8   | 75-89 ans    | 13,4   |
| 29,2   | 60-74 ans    | 34,8   |
| 24,1   | 45-59 ans    | 24,8   |
| 9,9    | 30-44 ans    | 6,9    |
| 16,4   | 15-29 ans    | 10,7   |
| 3,8    | 0-14 ans     | 6,5    |

| Hommes | Classe d’âge | Femmes |
| ------ | ------------ | ------ |
| 0,9    | 90 ou +      | 2,2    |
| 7,9    | 75-89 ans    | 10,2   |
| 17,3   | 60-74 ans    | 18,1   |
| 19,8   | 45-59 ans    | 19,1   |
| 17,9   | 30-44 ans    | 17,2   |
| 18,5   | 15-29 ans    | 17,5   |
| 17,6   | 0-14 ans     | 15,6   |

### Enseignement
La commune ne possède pas d'école, les enfants sont scolarisés à Chaumussay dans le cadre d'un regroupement pédagogique avec les communes de Chambon, Chaumussay et Boussay.
La commune est sectorisée sur le collège Gaston-Defferre de Preuilly-sur-Claise situé à 4 km au nord-est et le lycée général Pasteur au Blanc, situé à environ 30 km au sud-est.

### Santé
Il n'y a pas d'offre de soins sur la commune.

Les hôpitaux et les cliniques sont à Châtellerault et à Le Blanc.
Les médecins sont à Preuilly-sur-Claise, La Roche-Posay ou Yzeures-sur-Creuse, tout comme les pharmacies.
Les dentistes sont à Preuilly-sur-Claise et La Roche-Posay.

### Sécurité
La commune dépend de la brigade de gendarmerie de Preuilly sur Claise.
Elle dépend du Centre d'Incendie et de Secours de Preuilly-sur-Claise.

### Services publics
La mairie de Boussay est située dans le bourg près de l'église.

### Sports
Le camping privé dispose d'une piste de 4x4 servant à la course sur piste
.

### Cultes
Catholique à l'église du village.
Boussay fait partie de la paroisse du Pays de Preuilly qui relève du doyenné de Loches et du diocèse de Tours.

### Médias
La commune reçoit la chaîne de télévision locale France 3 Paris Île-de-France Centre. Le quotidien La Nouvelle République relate les informations locales dans son édition Indre-et-Loire (Touraine Est) ainsi que l'hebdomadaire La Renaissance lochoise.

## Culture locale et patrimoine

### Lieux et monuments

#### Vestiges préhistoriques et antiques
- Traces d'un camp romain.

#### Château

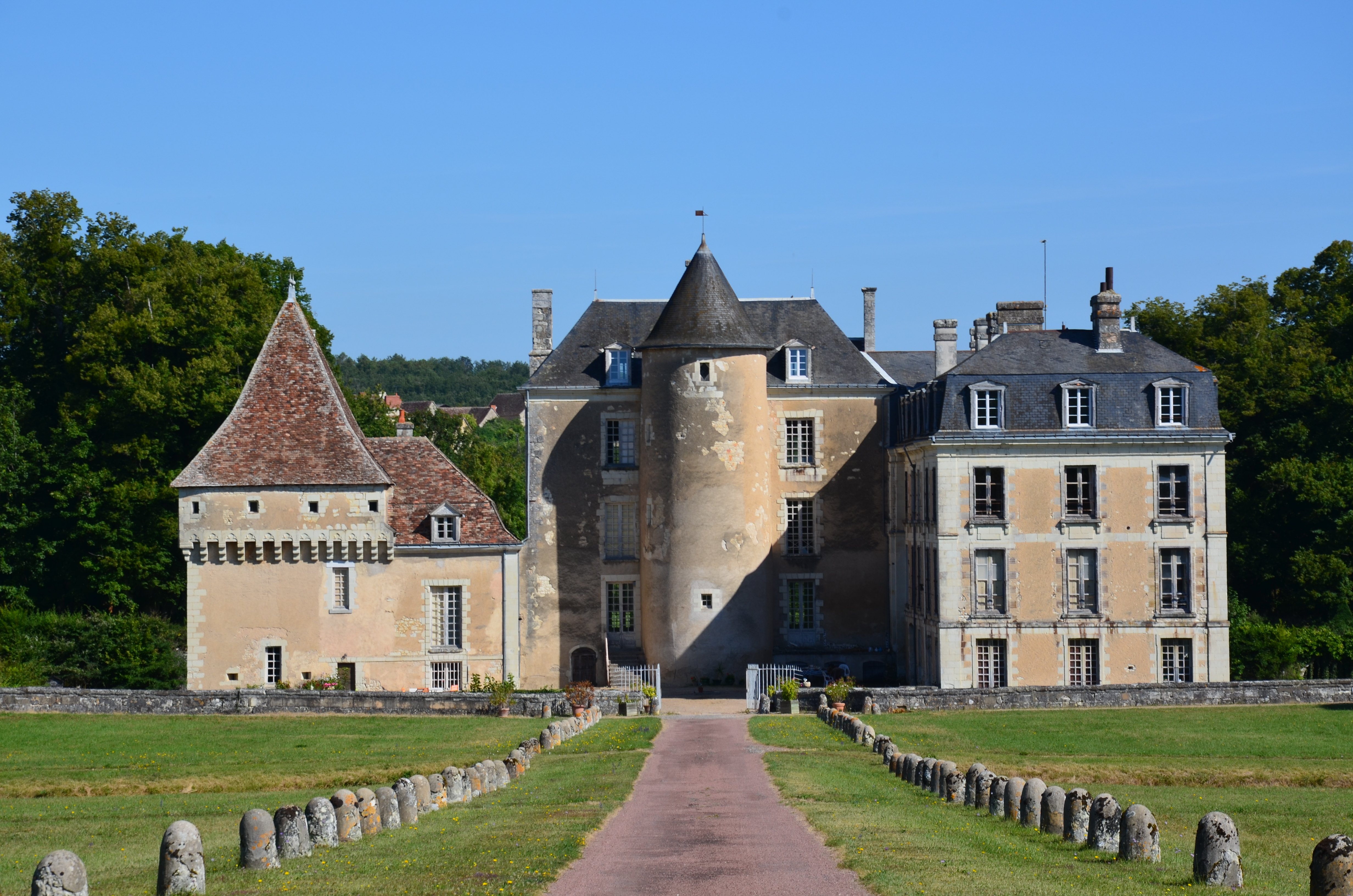
Façade sud et entrée principale du château de Boussay (2012).

Boussay possède un château, entouré de douves en eaux, inscrit comme monument historique en 1957, et appartenant depuis de nombreuses générations à la famille de Becdelièvre. Il juxtapose une tour à mâchicoulis du XVe siècle, une aile à la Mansart du XVIIe siècle, et une aile du XVIIIe siècle. Le château est privé, mais le parc tout autour de la bâtisse se visite librement. Les premiers écrits sur ce château datent environ de 1060. Il a d'abord appartenu à la famille de Payen, puis de Menou, enfin il est passé à la famille de Becdelièvre par alliance, par les femmes. Il n'a ainsi jamais été vendu.
Boussay était un fief puis une châtellenie qui relevait de la baronnie de Preuilly. Le premier seigneur de Boussay recensé, Renaud de Payen, vivait en 1190. Vers 1340, la propriété passe à la famille de Menou par le mariage de Jeanne de Payen avec Nicolas de Menou. En 1533, le château fort se composait de quatre corps de logis entourant une cour centrale et entourés de douves franchies par un pont-levis. Il perdit progressivement son caractère défensif pour devenir une demeure d'agrément. Au XVIIe siècle, l'aile nord fut abattue et reconstruite en respectant une tour cylindrique qui contenait un escalier et une tour carrée couronnée d'un chemin de ronde. À la même époque, l'aile sud et une partie de l'aile ouest furent supprimées. Il ne subsiste alors des anciennes fortifications que la grosse tour d'angle carrée avec son chemin de ronde et ses mâchicoulis décorés d'une arcature tréflée. Le pont-levis est aussi remplacé par un pont dormant. Au XVIIIe siècle, toute l'aile est fut abattue (1766) et remplacée par un grand corps de bâtiment de style Louis XV. Un pavillon de même élévation le prolonge au sud. Au XXe siècle, la tour ronde centrale est remaniée pour supprimer les modifications disgracieuses effectuées au XIXe siècle.

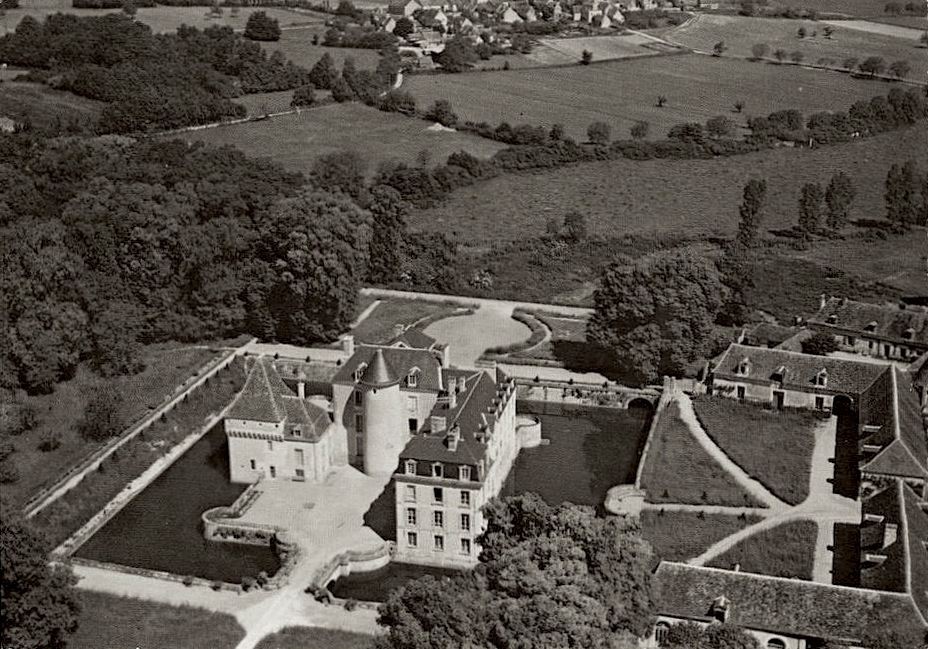
Vue aérienne du château et des communs
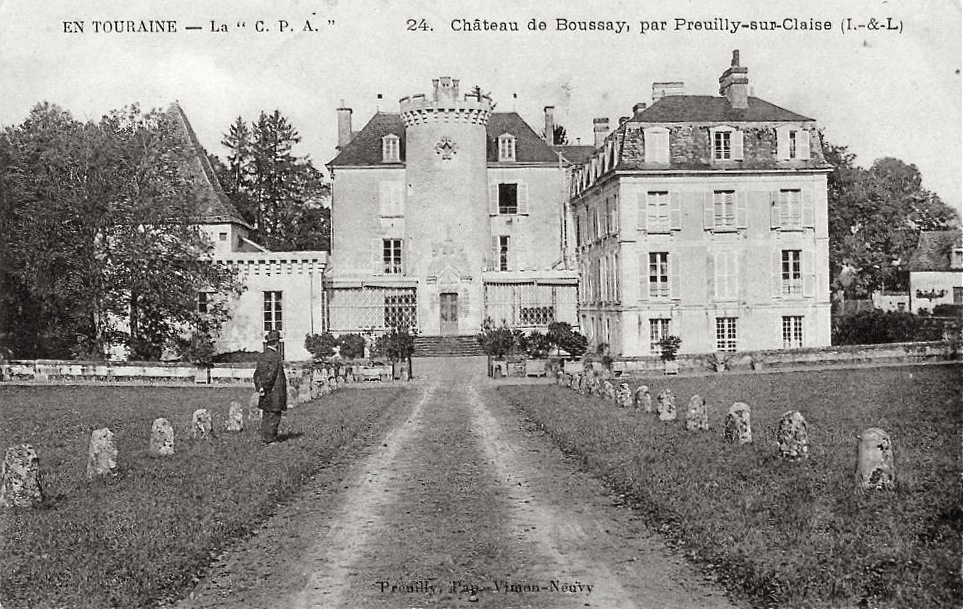
Château de Boussay, vu du sud
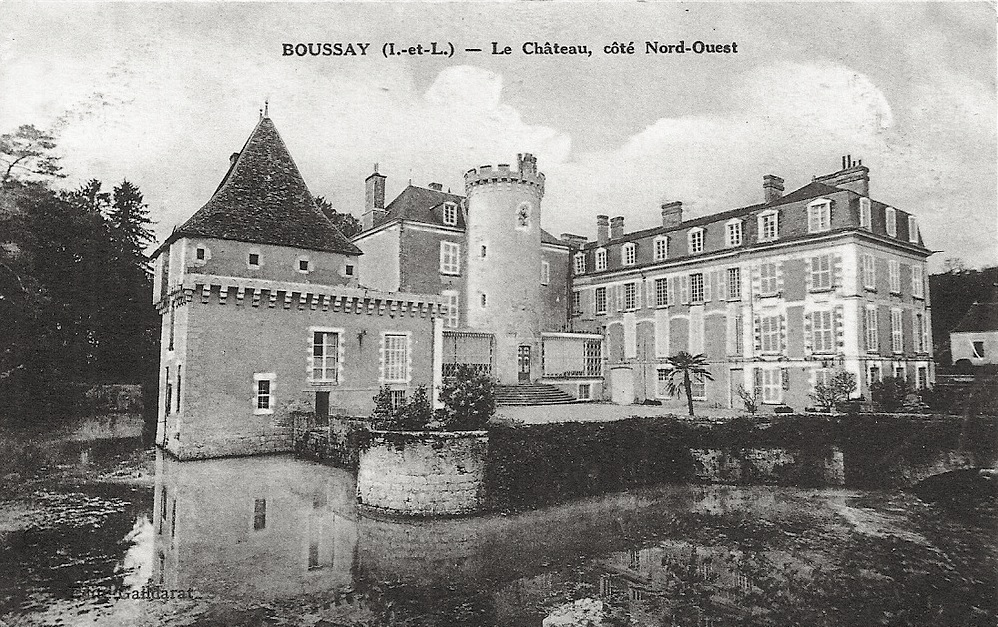
Château de Boussay, vu du sud-ouest
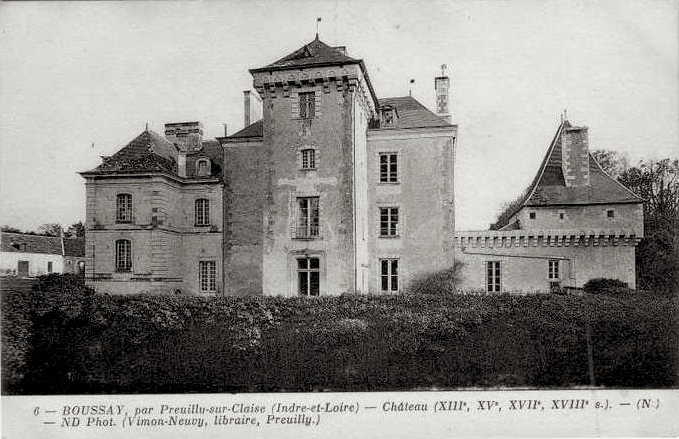
Château de Boussay, aile nord (XVIIe siècle)
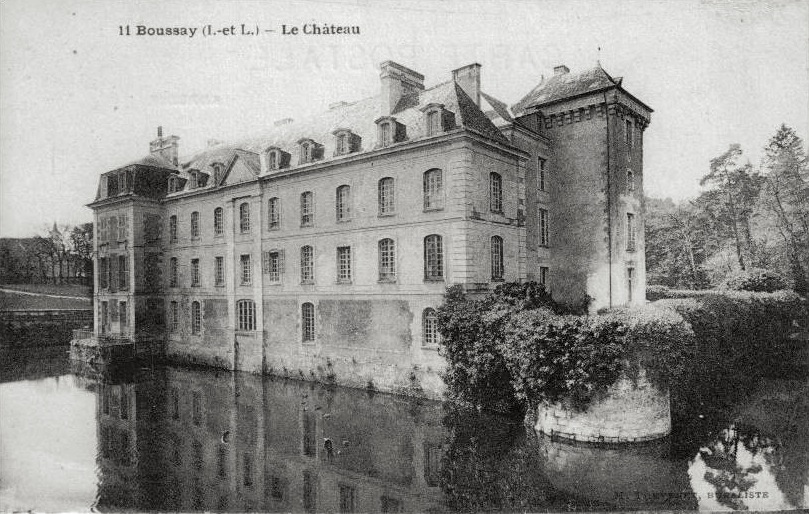
Château de Boussay, aile est (XVIIIe siècle)
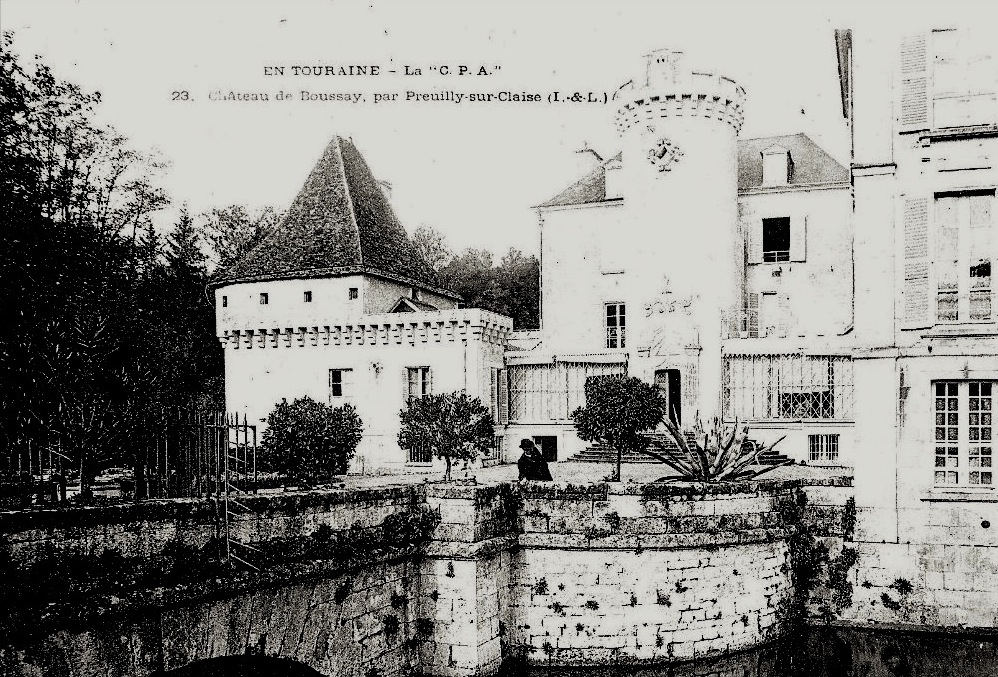
Château de Boussay, pont dormant

À l'est du château, une avant-cour est limitée par des communs, aux toits couverts de tuiles, flanqués extérieurement de deux élégantes tours rondes. Le château comporte également une chapelle (1766) située au rez-de-chaussée de l'aile est, et à l'extérieur, un pigeonnier cylindrique et une glacière. Une grande allée bordée de tilleuls est située au sud du château (une partie des arbres centenaires a été abattue en 1991).

#### Architecture sacrée

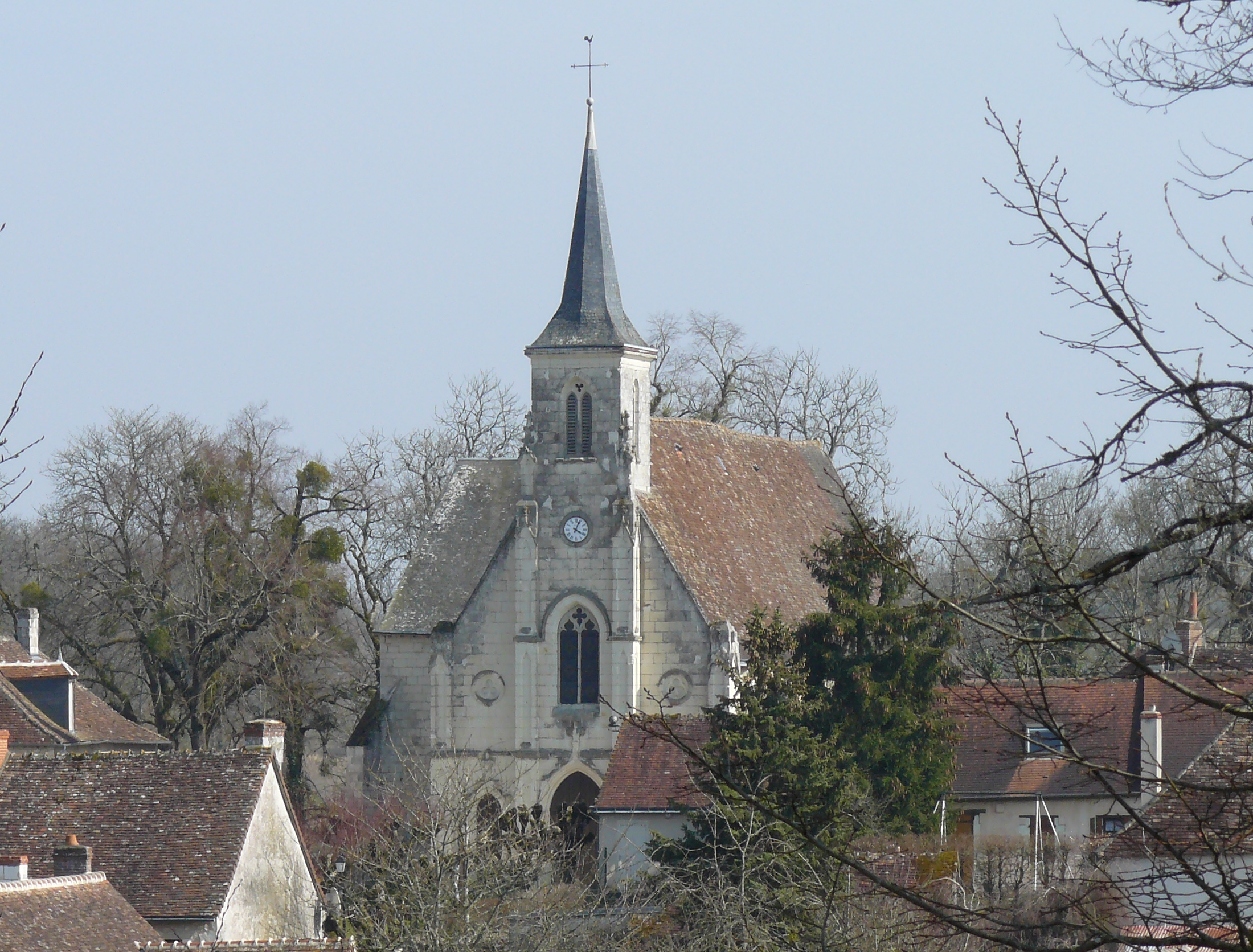
Église Saint-Laurent

- Église Saint-Laurent XIIIe siècle, XVe siècle et XIXe siècle (Inscrit Monument Historique dans sa totalité depuis 2005).

L'église a été fondée au XIIe siècle, sous la dépendance de l'abbaye Saint-Pierre de Preuilly. Il ne reste plus rien de visible de cette époque. Le chœur de l'édifice date du XIIIe siècle et présente un voûtement à nervures multiples, caractéristique de la région, appelé "voûtes angevines". La chapelle funéraire seigneuriale (de la famille de Menou), a été ajoutée entre 1470 et 1475 au nord de la nef. La construction de cette chapelle a été initiée par Jean de Menou et achevée par son fils Philippe de Menou. En 1596, Jean de Menou, sixième du nom, seigneur de Boussay et capitaine-gouverneur du château du Blanc, a fait ériger, à la mémoire de Madeleine Fumée, sa femme, décédée à l'âge de dix-sept ans, un magnifique tombeau, remarquablement ouvragé, de style Renaissance. Les sculptures ont été exécutées par des artistes italiens.
La nef a été reconstruite à la fin du Moyen Âge (XVe), puis restaurée à partir de 1852. L'architecte Alcide Créchet (très actif à la fin du XIXe dans la région de Preuilly) prolonge la nef de l'église d'une travée, surmontée d'une tribune et d'un modeste clocher (simple beffroi), et fait remanier la plupart des ouvertures de style gothique.

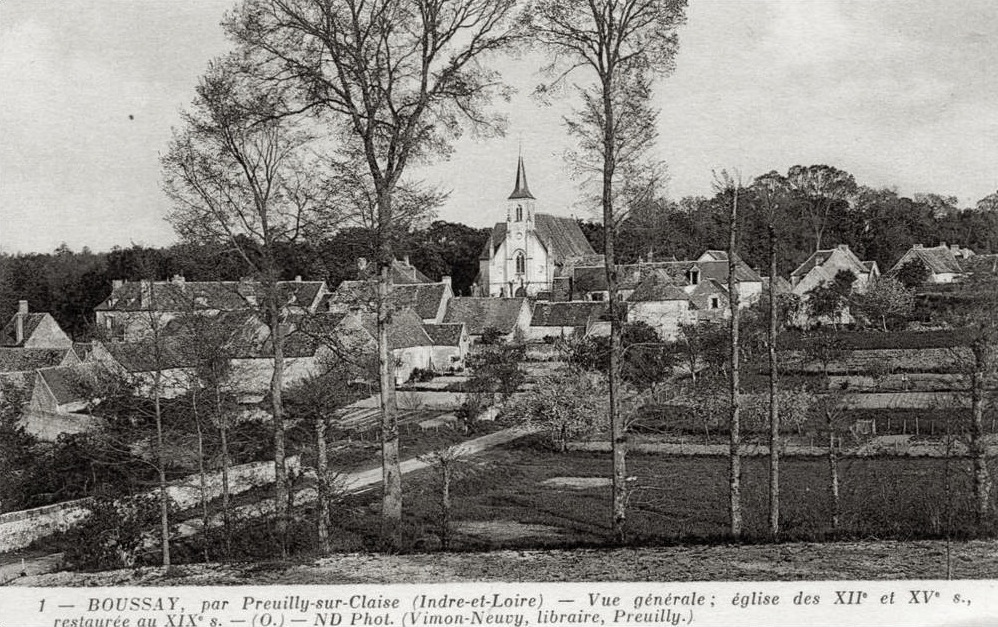
Vue sur le bourg de Boussay
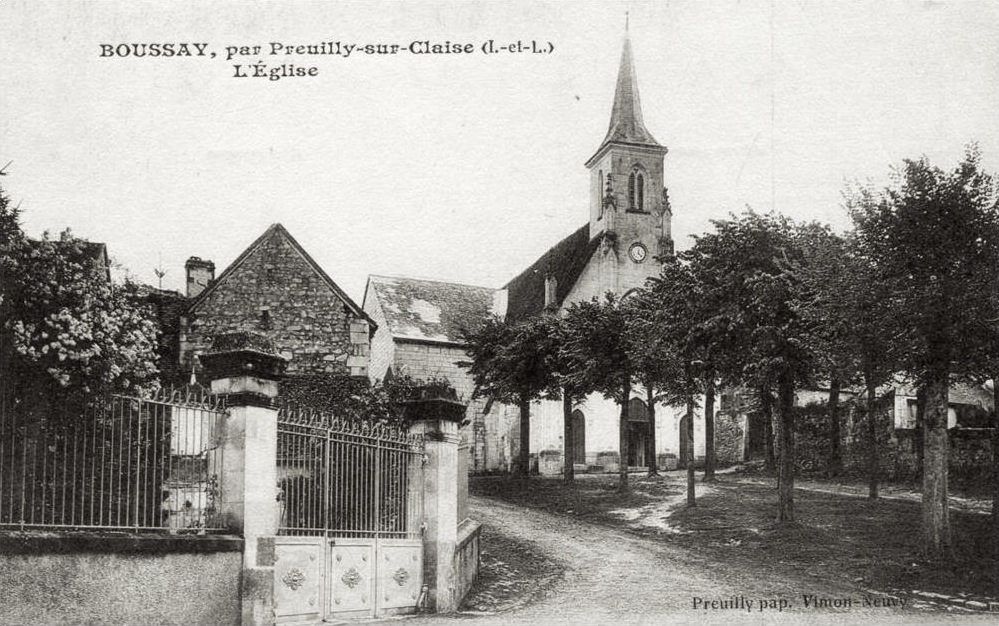
Place de l'Église à Boussay
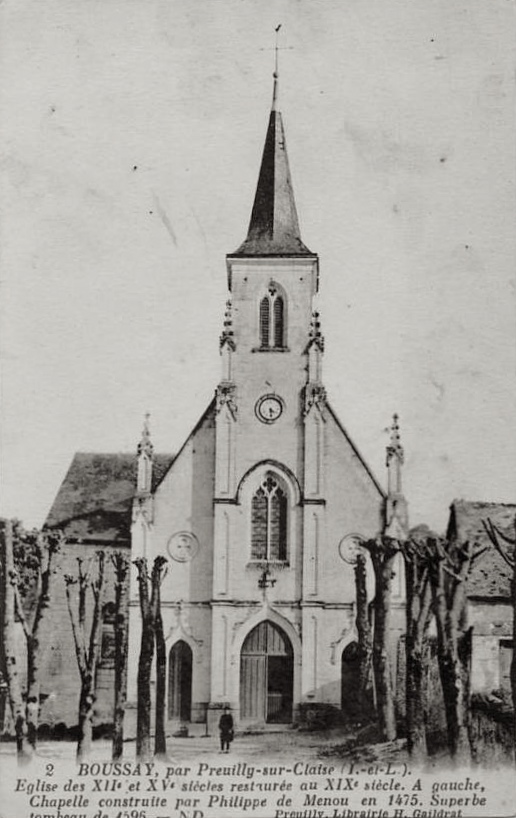
Façade de l'église Saint-Laurent
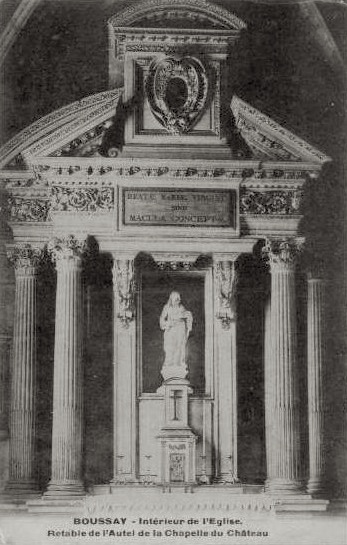
Retable de la chapelle seigneuriale
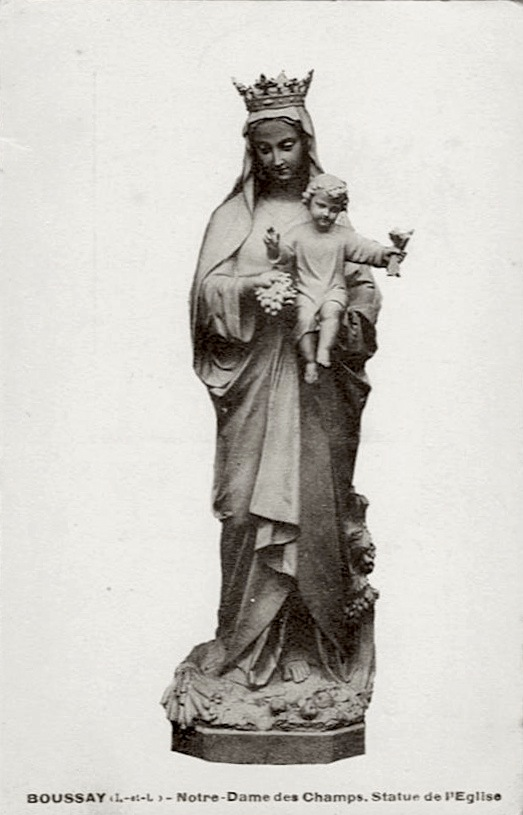
Statue de Notre-Dame-des-Champs
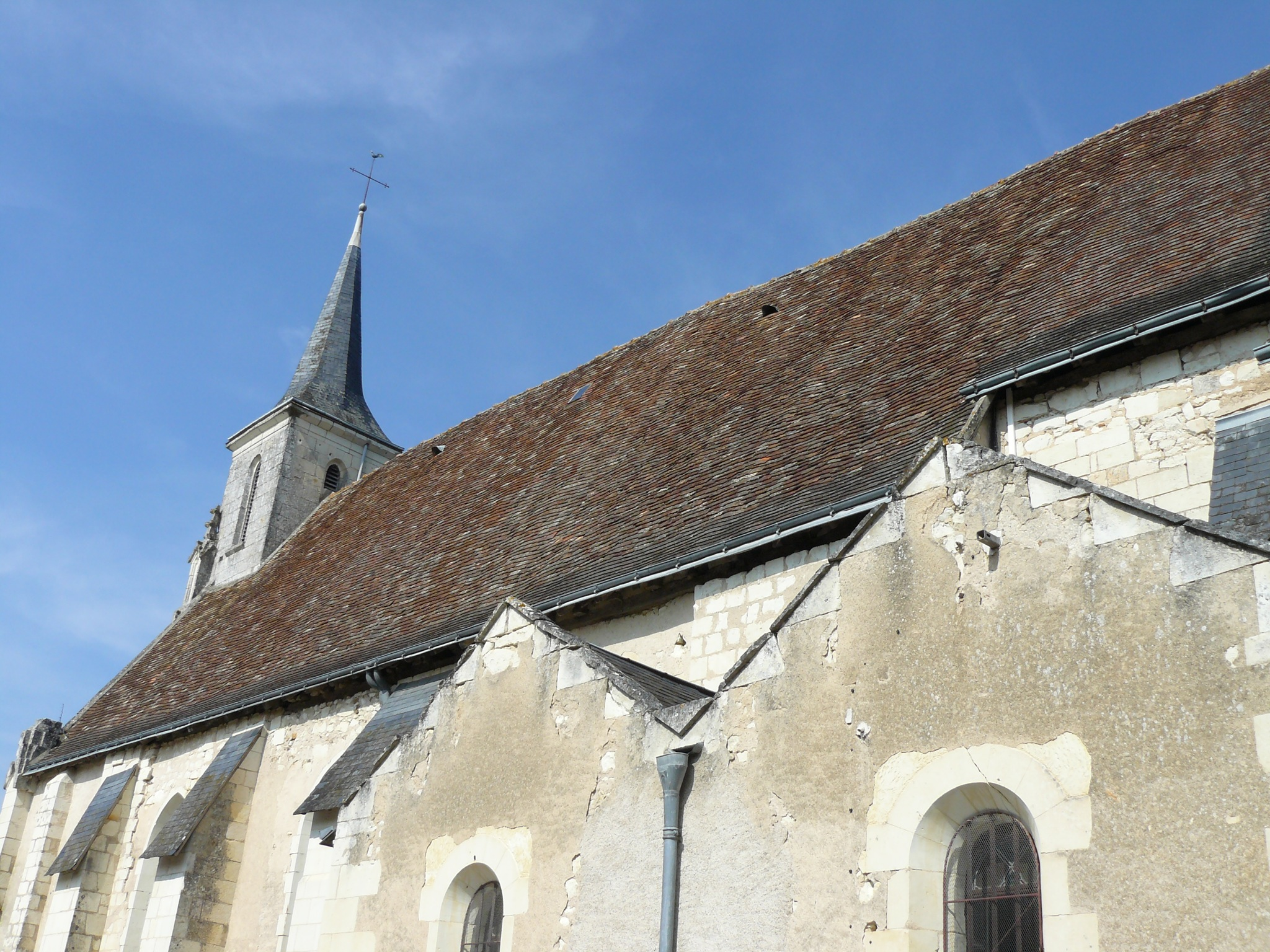
Nef de l'église Saint-Laurent
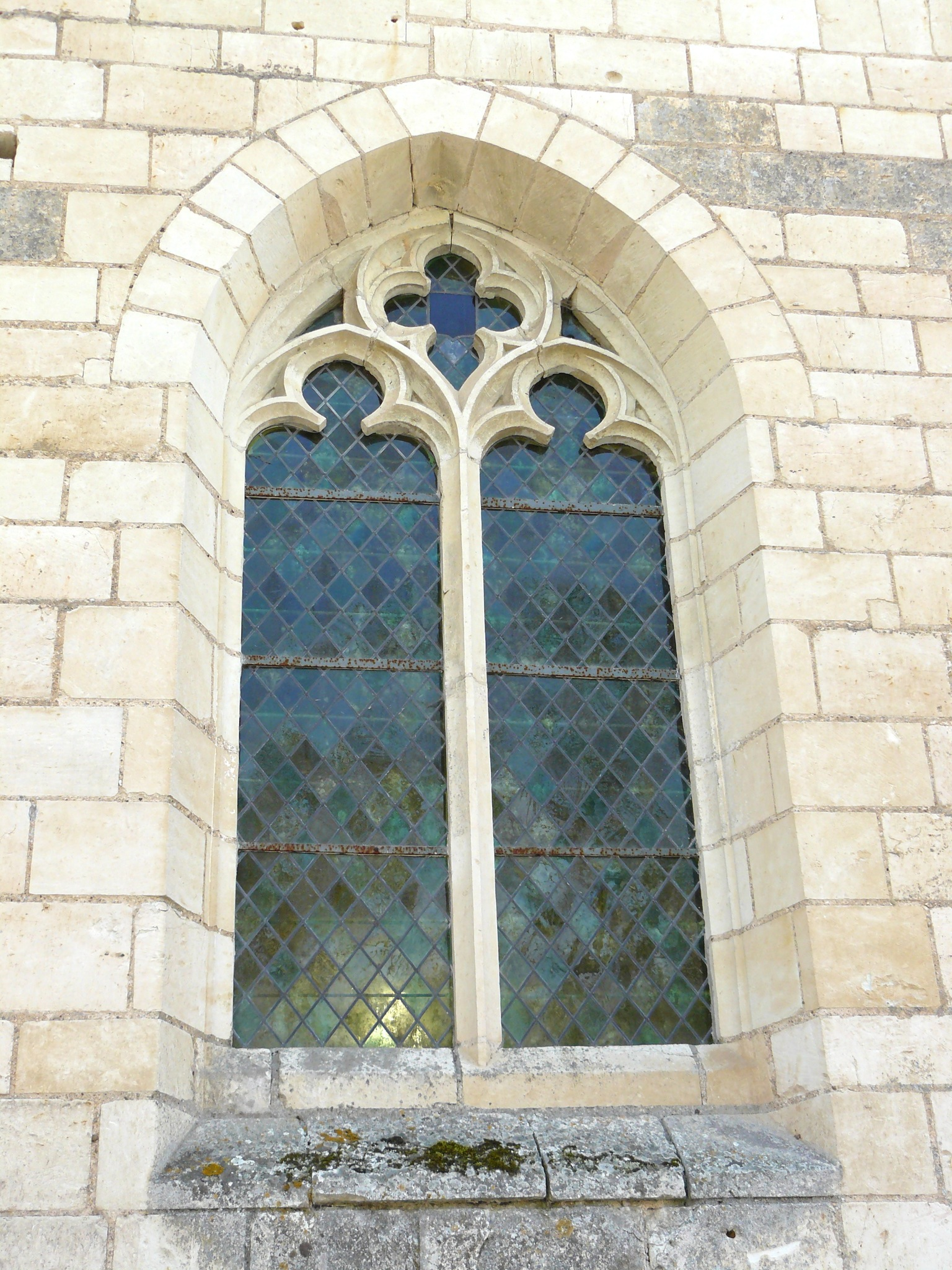
Ouverture gothique de l'église Saint-Laurent
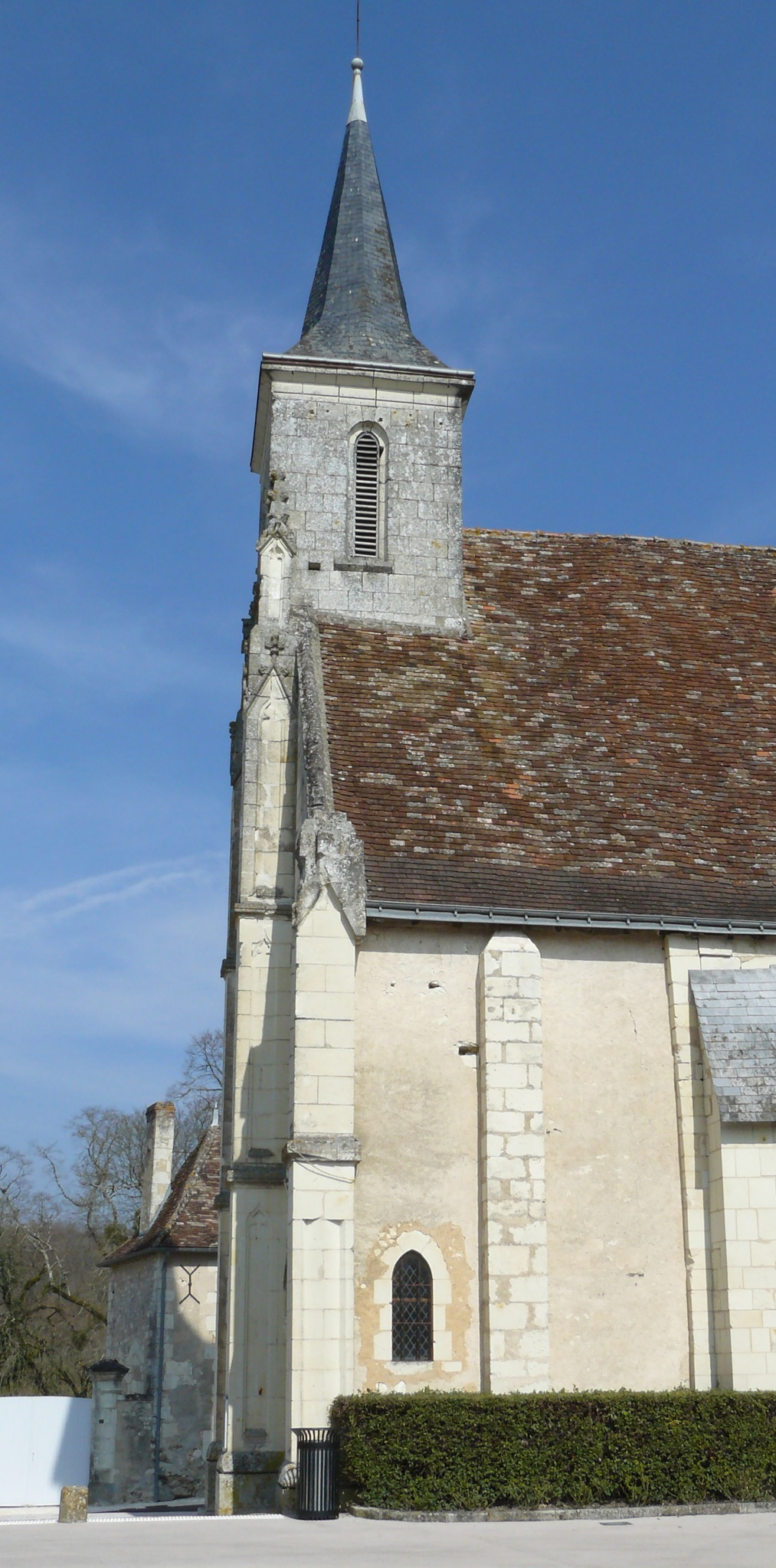
Travée XIXe siècle de l'église Saint-Laurent
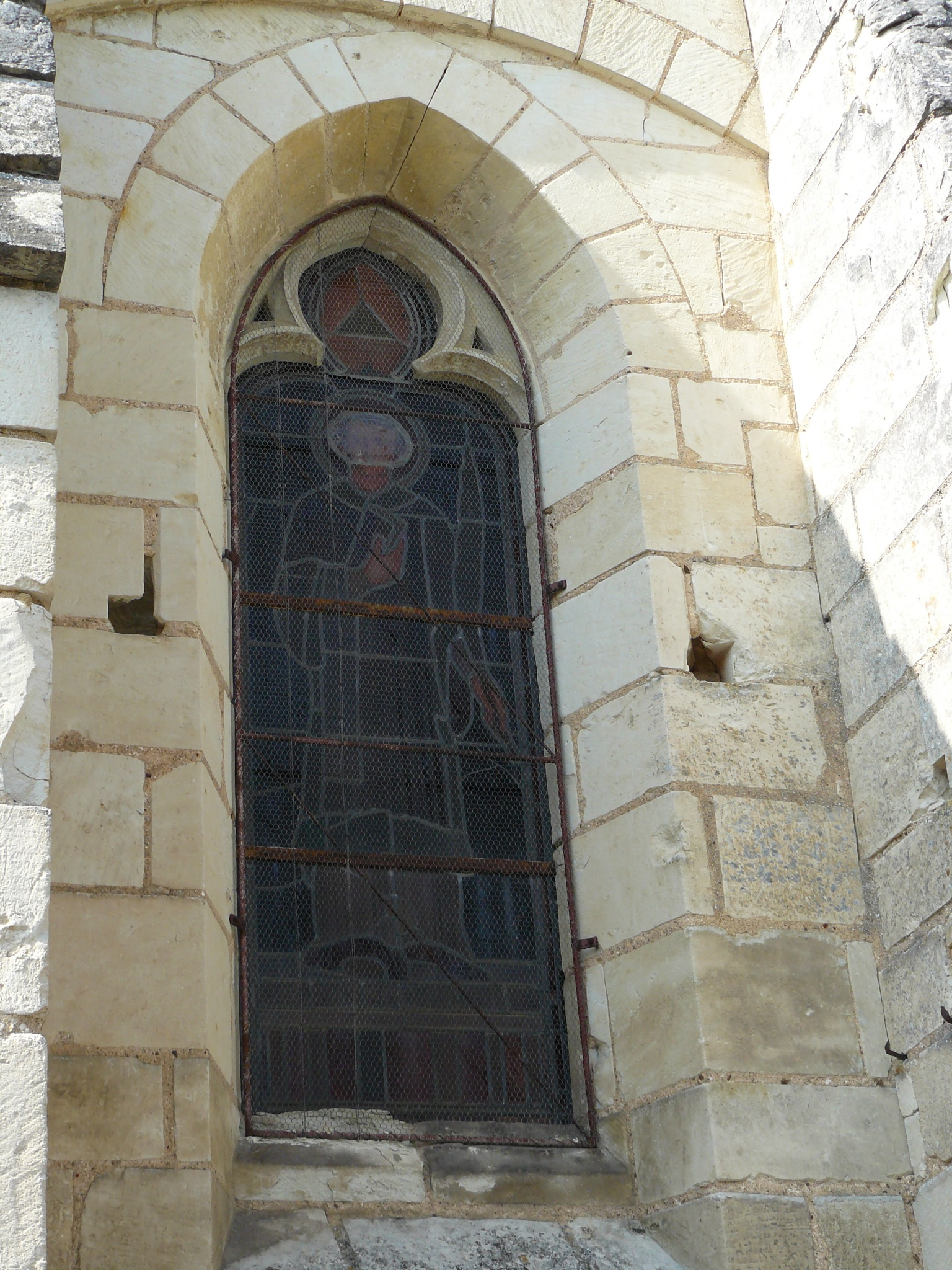
Fenêtre gothique de l'église Saint-Laurent

- Ancienne chapelle Saint-Léonard (reconvertie en étable).
- Le chemin de sens[45]

### Personnalités liées à la commune

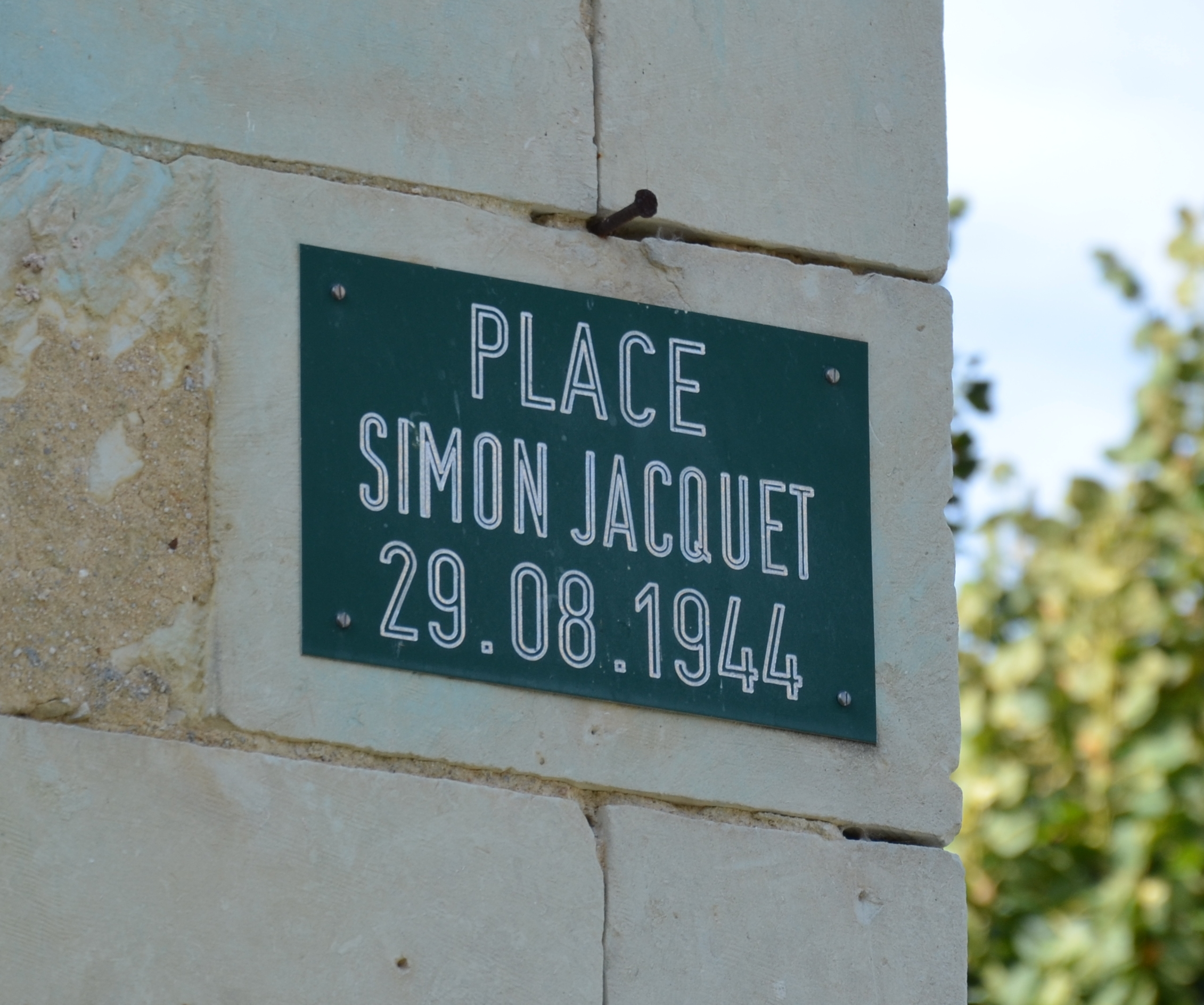
Plaque de la place Simon Jacquet à Boussay.

- Jacques de Menou de Boussay, né le 3 septembre 1750 à Boussay, décédé le 13 août 1810 à Venise. Comte de Boussay, député de la noblesse aux États généraux de 1789, il s'illustra pendant la Révolution française et les campagnes de Napoléon Bonaparte, notamment en Vendée et en Égypte.
- Lucien Dechêne, premier instituteur laïc de Boussay en 1848. Une impasse du village porte son nom.
- Edmond Grasset (1852-1880), né à Boussay, sculpteur ayant exercé avec son père Jean Grasset à Preuilly, prix de Rome de sculpture en 1878.
- Jean Dufy (1888-1964), peintre et frère de Raoul Dufy, a vécu longtemps, jusqu'à sa mort dans le hameau de La Boissière. Il a notamment participé à la conception de La Fée Électricité, fresque gigantesque conçue pour l'Exposition universelle de 1937 à Paris. Plusieurs de ses tableaux très colorés sont inspirés des paysages de la Touraine du Sud.
- Simon Jacquet (1920-1944), fusillé comme otage civil par les Allemands en retraite, le 29 août 1944. Une place du village porte son nom.

### Héraldique
|  | Boussay - La commune de Boussay ne dispose ni de blason, ni de logo. |